# Melitaea maledescripta
Melitaea maledescripta är en fjärilsart som beskrevs av Felix Bryk 1940. Melitaea maledescripta ingår i släktet Melitaea och familjen praktfjärilar. Inga underarter finns listade i Catalogue of Life.